# 梁永浩
梁永浩，現為香港理工大學電子計算學系二年級學生，曾任學生會會長及學聯常務委員會委員(2009-2010)。

## 學生會會長時期
梁於2008年進入理大電子計算學系，並當選成為香港理工大學學生會會長。在任期間，曾就多項和理工的有關的新聞，如理大2009年財政風波、紡織及製衣學系主任陶肖明15萬買封面、「理工民主牆數大學生七宗罪」 等事件、及大學生資助的問題，接受傳媒訪問。

## 大專2012
於2010年，梁聯同一群大學生組成大專2012，並聯同黎敬輝、黃永志、周澄及郭永健參與2010年香港立法會地方選區補選，自己參選港島區 。
他們表示，自己不想在保皇黨的杯葛之下，「變相公投」變成公民黨及社民連自動當選的選舉，故參加是次選舉。雖然是競爭對手，但他們和公社兩黨就政制提出之參選政綱並無分別。